# جي.-أوسكار دوفريسن
جي.-أوسكار دوفريسن هو معلم مدرسي وسياسي كندي، ولد في 5 أغسطس 1911 في مدينة كيبك في كندا، وتوفي بنفس المكان في 30 يونيو 1982. نشط حزبياً في الحزب الكندي التقدمي المحافظ. وقد انتخب عضو مجلس العموم الكندي.